# Cholul (Cantamayec)
Cholul es una localidad del municipio de Cantamayec en Yucatán, México.

## Toponimia
El nombre (Cholul) significa en idioma maya madera en el agua.

## Datos históricos
- En 1927 pasa del municipio de Sotuta al de Cantamayec.

## Demografía
Según el censo de 2005 realizado por el INEGI, la población de la localidad era de 395 habitantes, de los cuales 192 eran hombres y 203 mujeres.
| 125                         | 108 | 114 | 160 | 194 | 178 | 236 | 272 | 253 | 269 | 322 | 335 | 295 |
| (Fuente: INEGI [Consultar]) |     |     |     |     |     |     |     |     |     |     |     |     |